# Bram Nuytinck
Bram Nuytinck (Heumen, 4 de maio de 1990) é um futebolista profissional neerlandês que atua como zagueiro.

## Carreira

### NEC
Bram Nuytinck começou a carreira no NEC.

### Udinese
Nuytinck se transferiu para a Udinese, em 2017.